# Центрофлот
Центро́флот (рос. Центральный исполнительный комитет военного флота) — в 1917—1918 роках колегіальний вибірний орган, що здійснював управління всіма центральними комітетами флотів і флотилій Російської імперії. Створений на I Всеросійському з'їзді Рад в червні 1917 року з делегатів — представників флотів і флотилій. Більшість в Центрофлоті належала есерам і меншовикам, тривалий час сильний вплив мали і українські представники. Після більшовицького перевороту в кінці 1917 року Центрофлот втратив важелі впливу на ситуацію у флоті, а згодом був розпущений більшовиками.